# Терноватое (Кривоозёрский район)
Терноватое (укр. Тернувате) — село в Кривоозёрском районе Николаевской области Украины.
Население по переписи 2001 года составляло 395 человек. Почтовый индекс — 55131. Телефонный код — 5133. Занимает площадь 2,283 км².

## Местный совет
55130, Николаевская обл., Кривоозерский р-н, с. Великая Мечетня, ул. Голембиевского, 69